# Остров (Золочевский район)
Остров (укр. Острів) — село в Красненской поселковой общине Золочевского района Львовской области Украины.
Население по переписи 2001 года составляло 355 человек. Занимает площадь 1,544 км². Почтовый индекс — 80560. Телефонный код — 3264.